# Hans Hollein
Pour les articles homonymes, voir Hollein.

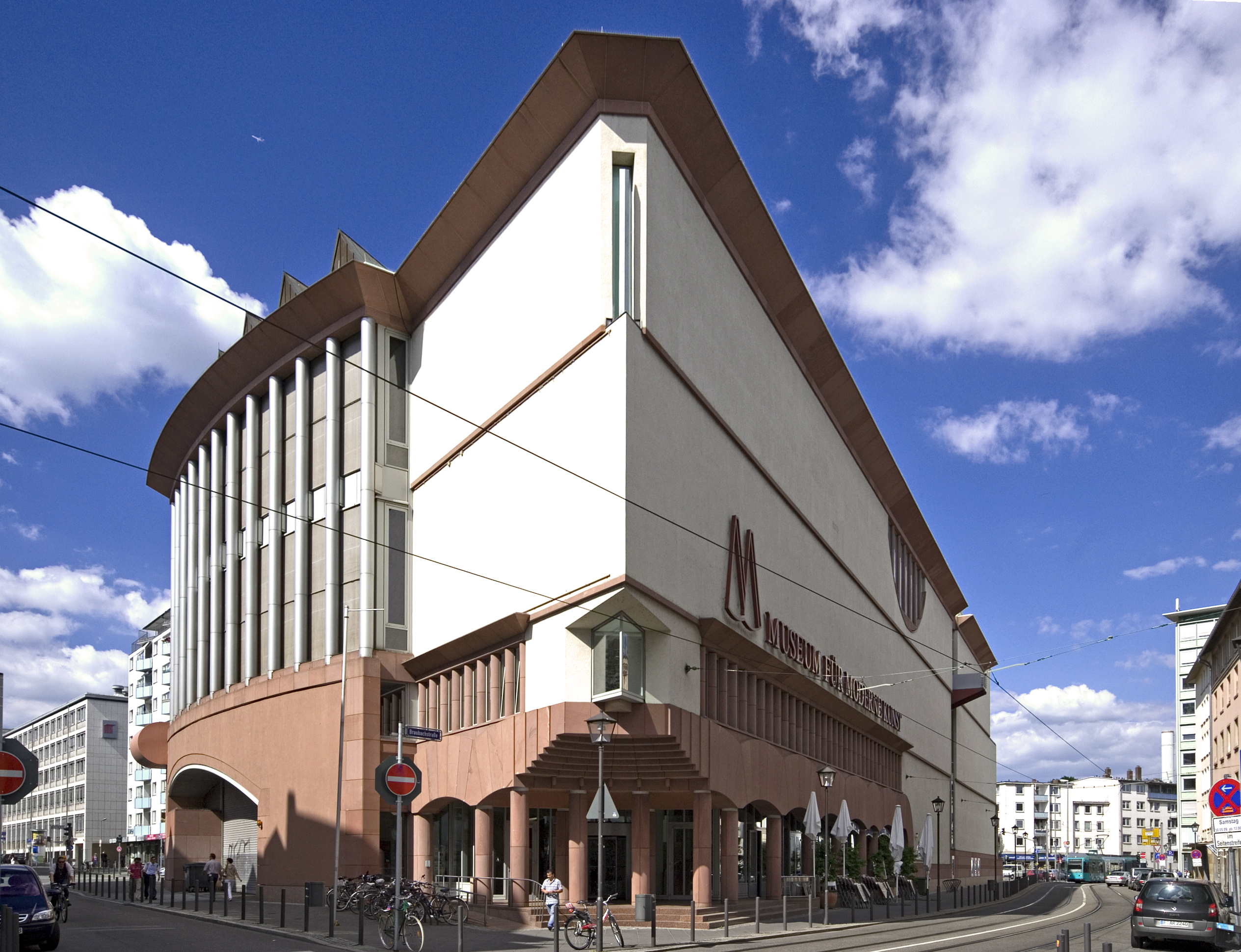
Musée d'art moderne à Francfort

Hans Hollein, né le 30 mars 1934 à Vienne où il est mort le 24 avril 2014, est un penseur pluridisciplinaire, architecte, urbaniste, designer, artiste et enseignant autrichien. C'est une figure majeure du postmodernisme en architecture. Il a reçu le prix Pritzker en 1985, et fut en 1996 commissaire de la Biennale de Venise, où il fixa comme thème « l'architecte sismographe de la société ».

## Biographie
Hans Hollein est né dans une famille d'ingénieurs des mines. Il a d'abord étudié l'architecture à l'Académie des beaux-arts de Vienne, académie dans laquelle il eut Clemens Holzmeister comme professeur. Il travailla dans plusieurs agences située aux États-Unis et en Suède. Il poursuit ses études à l'Institut de technologie de l'Illinois à Chicago de laquelle il sort diplômé en 1959. Il termina ses études à l'université de Californie à Berkeley, d’où il sort diplômé en 1960, avec une maîtrise en architecture.
Il fit de nombreux voyages aux États-Unis et au Mexique. Il travailla beaucoup sur les bâtiments de Rudolph Schindler. Il côtoie Frank Lloyd Wright et Richard Joseph Neutra. En 1964, il rentra a Vienne pour fonder sa propre agence.
Il a été rédacteur en chef de BAU  (construction) de 1964 à 1970. De plus, il a travaillé en tant que correspondant pour des journaux nationaux et étrangers. Avant de se faire un nom international, Hans Hollein fait des petits projets comme en 1974, la boutique du joaillier Schullin à Vienne. Il a été invité pour des conférences dans de nombreuses écoles telles que l’université de Washington, l'école d'architecture de Saint-Louis dans le Missouri, l'université Yale, à New Haven dans le Connecticut, l'université de Californie (UCLA), à Los Angeles et de l'université d'État de l'Ohio, à Columbus. Il a également été professeurs de design et d'architecture à l'Académie de Düsseldorf et à l'université des arts appliqués.

## Entrée sur la scène internationale
Il fait son entrée sur la scène internationale grâce à la conception du Museum Abteiberg à Mönchengladbach entre 1972 et 1982. Ce musée lui permet de manifester sa volonté de réagir face au mouvement de « structure ouverte » caractérisant les musées contemporains. Ce bâtiment rompt beaucoup de principe de l'époque. Ce bâtiment, entre autres, marque le début du postmodernisme. La réalisation de la Haas-Haus (1985-1990) lui permet de faire un manifeste de ses idées. C'est un bâtiment qu'il a souhaité riche en détails.

## «Tout est architecture»
Cette célèbre citation de Hans Hollein, est en fait le titre d'un texte qu'il a publié dans les numéros 1 et 2 de la revue autrichienne BAU (construction), en 1968. Dans ce texte, il expose une partie de sa théorie. L'architecture conditionne un état psychologique et corporel. « Libérée des conditions techniques du passé, l'architecture fonctionnera d'une façon plus intense avec des qualités spatiales et psychologiques. » L'homme se crée des conditions artificielles, l'architecture conditionne un état physique. Il faudrait ne plus penser l'architecture à travers les matérialités. Il défend donc la théorie selon laquelle la vie est induite par l'architecture et non l'inverse. L'art et l'architecture deviennent alors deux domaines indissociables. C'est pourquoi il exploite tous les domaines associés à l'art, comme la peinture ou le design, et confond ces disciplines. Il a imaginé une ville « mégalithe » à travers une série de collages. C'est un adepte du détournement d'objet, dans l'art comme dans l'architecture .
Ses réalisations sont marquées par un goût du détail prononcé et l'utilisation de matériaux précieux, comme le marbre au Museum Abteiberg ou encore le cuivre.

## Famille
Hans Hollein est le père de Lilli Hollein (de), fondatrice et conservatrice de la Vienna Design Week, et de l'historien de l'art Max Hollein.

## Analyse de projet (sélection)

### Haas Haus

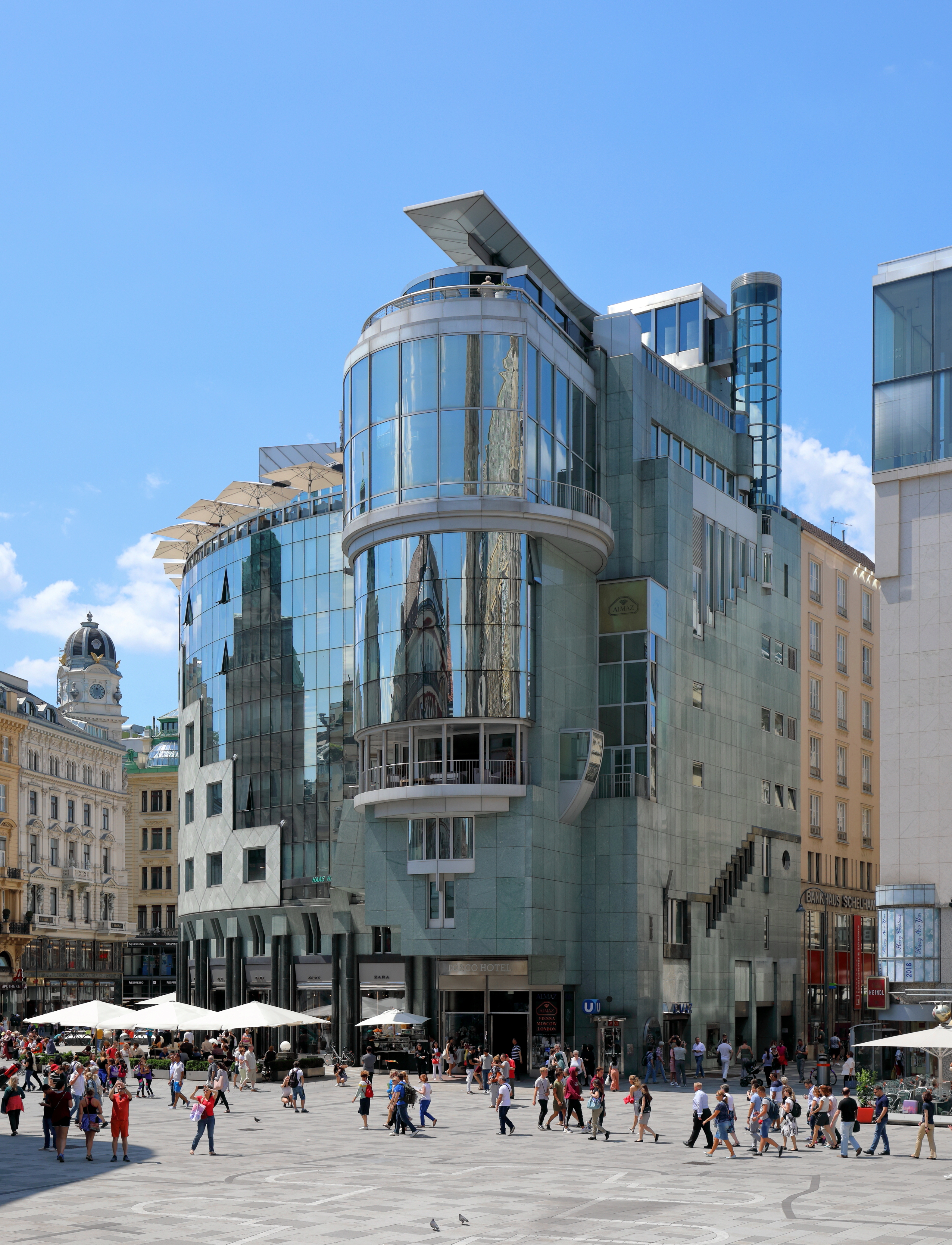
L'immeuble Haas à Vienne

Haas Haus est un centre commercial, regroupant magasins, restaurants et trois étages de bureaux. Ce bâtiment s'inscrit dans le mouvement du postmodernisme. Il est inauguré en 1990. Cet édifice soulève des polémiques à cause de son contraste avec la cathédrale Saint-Étienne de Vienne. Les matériaux utilisés pour sa construction sont principalement le béton avec un placage de pierre et de verre. De cette manière, il reflète le contexte dans lequel il est implanté, notamment la cathédrale Saint-Étienne de Vienne. Le métal est également utilisé pour créer des détails minutieux. Hans Hollein a souhaité que son bâtiment soit riche en détails. Ainsi, chaque élément du bâtiment comporte des détails : façades, sols, rambardes...

### Vulcania
Vulcania est un centre de culture scientifique. Il est aussi appelé parc européen du volcanisme. Hans Hollein a remporté le concours pour sa construction en 1994. Localisé dans le Puy-de-Dôme, en France, Vulcania se situe au cœur d'une chaîne de volcans. Vulcania se compose de deux demi-cylindres d'une hauteur de 37 mètres. Mais c'est seulement ce que nous pouvons voir de l’extérieur : en réalité, l'édifice est coulé sous terre. Il est composé en strates, sur une surface de 15 000 mètres carrés et d'une profondeur de 19 mètres. En enterrant son bâtiment, Hans Hollein a cherché à effacer les frontières entre le bâtiment et le contexte. Il a souhaité « donner une dimension émotionnelle à l'ensemble. » Pour cela , il a imaginé ce bâtiment telle une sculpture, a travaillé la scénographie. L'utilisation du titane et de matériaux locaux lui était chère,.

## Distinctions
Hans Hollein a reçu de nombreuses distinctions, le plus connu étant le prix Pritzker en 1985. Il fut également commissaire de la Biennale de Venise en 1996.

## Principales réalisations

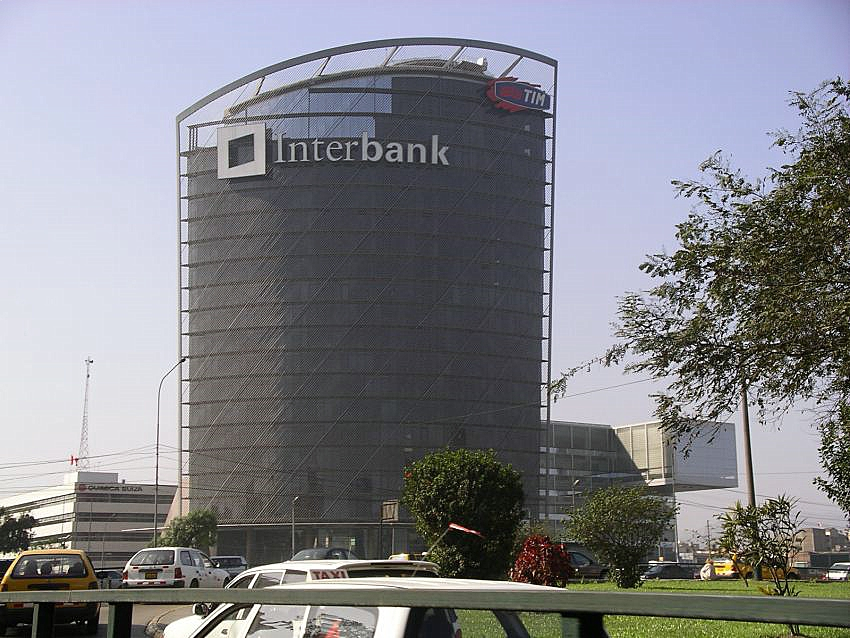
Interbank, Lima, Pérou

- 1964-1965 : Magasin de bougies Retti à Vienne (1, Kohlmarkt numéro 12), AutrichePhoto
- 1972 : Bijouterie Schullin à Vienne (1, Graben 2-6), Autriche
- 1980 : Musée de Mönchengladbach (Museum Abteiberg), Allemagne
- 1982 : Bijouterie Schullin II à Vienne (1, Kohlmarkt 7), Autriche
- 1983 : Habitations sur la Rauchstrasse à Berlin, Allemagne
- 1987-1991 : Musée d'art moderne à Francfort
- 1990 : Immeuble Haas à Vienne (1, Stephansplatz), Autriche
- 1992-2002 : Musée à Sankt Pölten (Niederösterreich Landesmuseum), Autriche
- 1996-2001 : Ambassade d'Autriche à Berlin, Allemagne
- 1997-2002 : Centrum Bank à Vaduz, Liechtenstein, en collaboration avec Bargetze+Partner
- 1997-2002 : Vulcania - Parc européen de volcanologie en Auvergne (Saint-Ours-les-Roches), France
- 2001 : Mediatower à Vienne (2, Taborstrasse 1), Autriche